# Propanamide
Le propanamide, ou propionamide, est un composé chimique de formule CH3CH2CONH2. Il s'agit de l'amide de l'acide propanoïque. Cette molécule réactive peut être utilisée dans diverses synthèses organiques.